# 藤原安嶺
藤原 安嶺（ふじわら の やすみね、生没年不詳）は、平安時代前期の貴族。藤原北家、美作守・藤原末茂の孫、美濃守・藤原沢継の子。官位は従五位上・阿波守
。

## 経歴
兵部大丞を経て、清和朝半ばの貞観9年（867年）従五位下・長門守に叙任されて地方官に遷る。
のち、民部少輔を経て、陽成朝末の元慶7年（883年）従五位上に昇叙され、光孝朝初頭の元慶9年（885年）阿波守として再び地方官に転じている。

## 官歴
『日本三代実録』による。
- 時期不詳：正六位上。兵部大丞
- 貞観9年（867年） 正月7日：従五位下。正月12日：長門守
- 時期不詳：民部少輔
- 元慶7年（883年） 正月7日：従五位上
- 元慶9年（885年） 正月16日：阿波守

## 系譜
『尊卑分脈』による。
- 父：藤原沢継
- 母：不詳
- 妻：不詳
  - 男子：藤原是房